# Let go (m-floの曲)
『let go』（レット・ゴー）は、日本の音楽グループであるm-floの17thシングル（m-flo loves YOSHIKA 名義）。2004年11月17日発売。

## 解説
m-floのバラード楽曲としては「Yours only,」（2001年） 以来である。当時メジャーデビュー前の日本の歌手YOSHIKAをフィーチャリングしている。YOSHIKAのインディーズアルバム『Straight Ahead』（2003年） を聴いて、m-floがオファーした。楽曲のテーマは "let go = 自分の中にある見えないものを解き放つ"。カップリング曲は坂本龍一 featuring Sister M の楽曲のカバー「The Other Side of Love」(m-flo loves Sister E)のドラムンベースアレンジ。これら「let go」および「The Other Side of Love」はm-floの4thアルバム『BEAT SPACE NINE』（2005年） に収録されている。「let go」続編としてFlowerのアルバム『Flower』（2014年発売）に「let go again」が収録された。

## タイアップ
NTTドコモ FOMA901i TVCM 「m-floが・・・」篇のタイアップ曲であり、20万枚を超えるロングヒットシングルになった。2013年には、テレビドラマ「ビブリア古書堂の事件手帖」の挿入曲に採用されて、再び脚光を浴びた。

## 収録曲
1. let go / m-flo loves YOSHIKA
2. The Other Side of Love / m-flo loves Sister E
  - 坂本龍一 featuring Sister M の楽曲のカバー
3. miss you -m-flo LIVE 2004 "ASTROMANTIC"@STUDIO COAST(2004/7/10)- / m-flo loves melody. & 山本領平
  - 初回限定版のみに収録
4. let go -instrumental-
5. The Other Side of Love -instrumental-

## 関連する楽曲
- let go (Reggae Disco Rockers Remix) / m-flo『DOPE SPACE NINE』（2005年） 9曲目
- The Other Side of Love (cubismo grafico mix) /  『DOPE SPACE NINE』6曲目
- let go (acoustic version) / YOSHIKA『timeless』（2006年） ボーナストラック (YOSHIKA loves m-flo)
- let go -Deckstream Remix- / 『m-flo inside -WORKS BEST II-』Disc2 MIX CDに収録

## カバー
- 2009年、清水翔太（オムニバス『m-flo TRIBUTE 〜maison de m-flo〜』に収録）
- 2011年、中村舞子（オムニバス『m-flo TRIBUTE 〜stitch the future and past〜』に収録）
- 2012年、Ms.OOJA（アルバム『WOMAN -Love Song Covers-』に収録）
- 2014年、シェネル feat. Matt Cab（アルバム『ラブ・ソングス2』に収録）